# Pulau Negara
Pulau Negara is een bestuurslaag in het regentschap Ogan Komering Ulu van de provincie Zuid-Sumatra, Indonesië. Pulau Negara telt 2654 inwoners (volkstelling 2010).